# 宋學洙
宋學洙，字文起，號長修，湖廣江陵人。清初政治人物。

## 生平
宋學洙於順治四年（1647年）中式丁亥科二甲第五十七名進士。選庶吉士，散館改主事，官至陝西按察司副使。